# Kanako Watanabe
Kanako Watanabe (jap. 渡部香生子 Watanabe Kanako; ur. 15 listopada 1996 w Tokio) – japońska pływaczka, specjalizująca się w stylu klasycznym, zmiennym, grzbietowym i dowolnym.
Brązowa medalistka mistrzostw świata na krótkim basenie ze Stambułu (2012) na 200 m stylem klasycznym. Trzykrotna medalistka mistrzostw świata juniorów.
Uczestniczka igrzysk olimpijskich w Londynie (2012) na dystansie 200 m klasykiem (14. miejsce).
Podczas letniej uniwersjady w 2017 roku w Tajpej zdobyła trzy złote medale na 100 i 200 metrów stylem klasycznym oraz w sztafecie 4 100 m stylem zmiennym.